# Zuigan-ji
Le Zuigan-ji est un temple bouddhiste zen de l'école Rinzai situé dans la ville de Matsushima, préfecture de Miyagi au Japon. Branche du Myōshin-ji, le temple a été endommagé par le séisme de 2011.

## Histoire

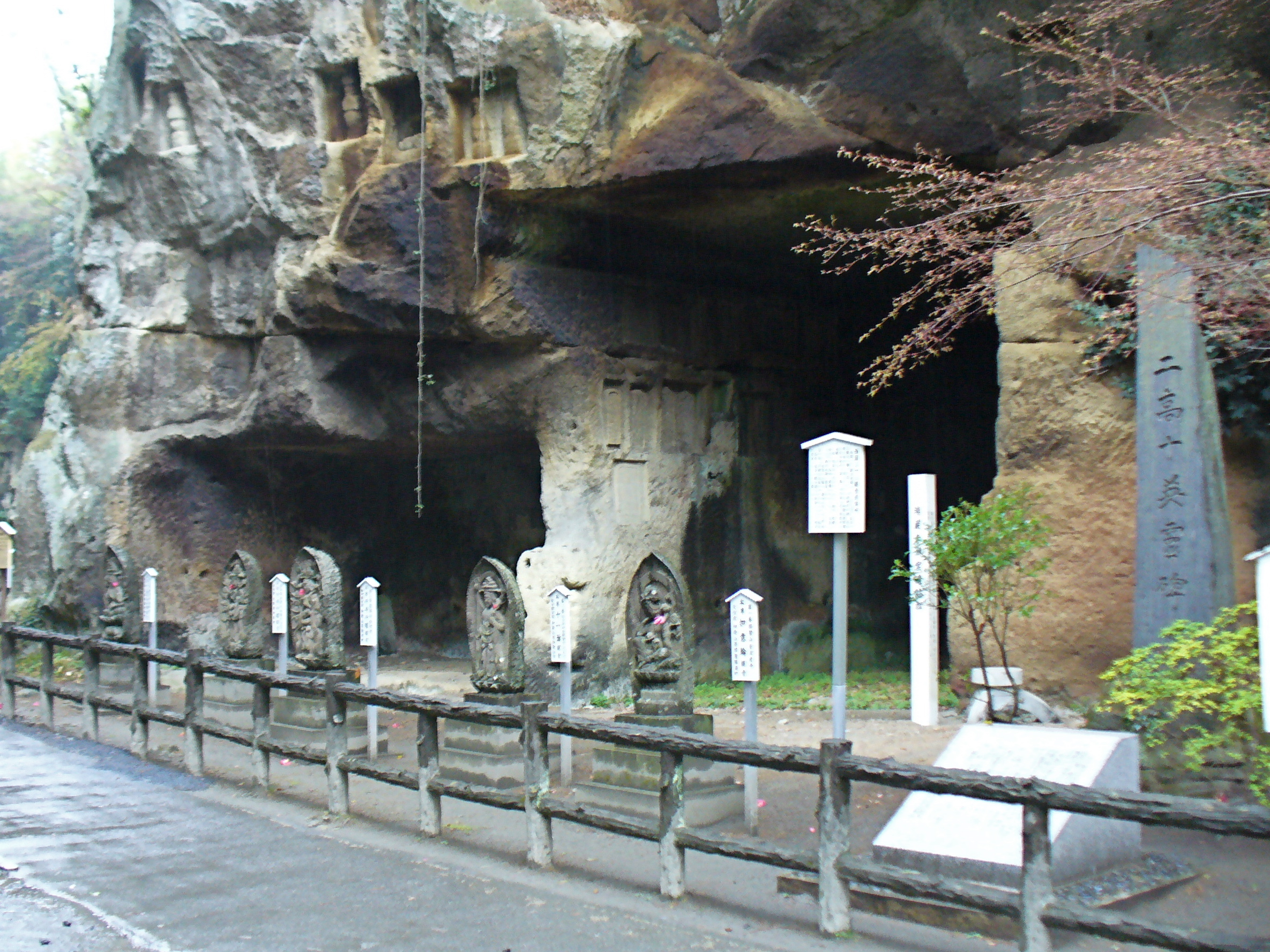
Les grottes du temple Zuigan-ji abritent les cendres des morts.

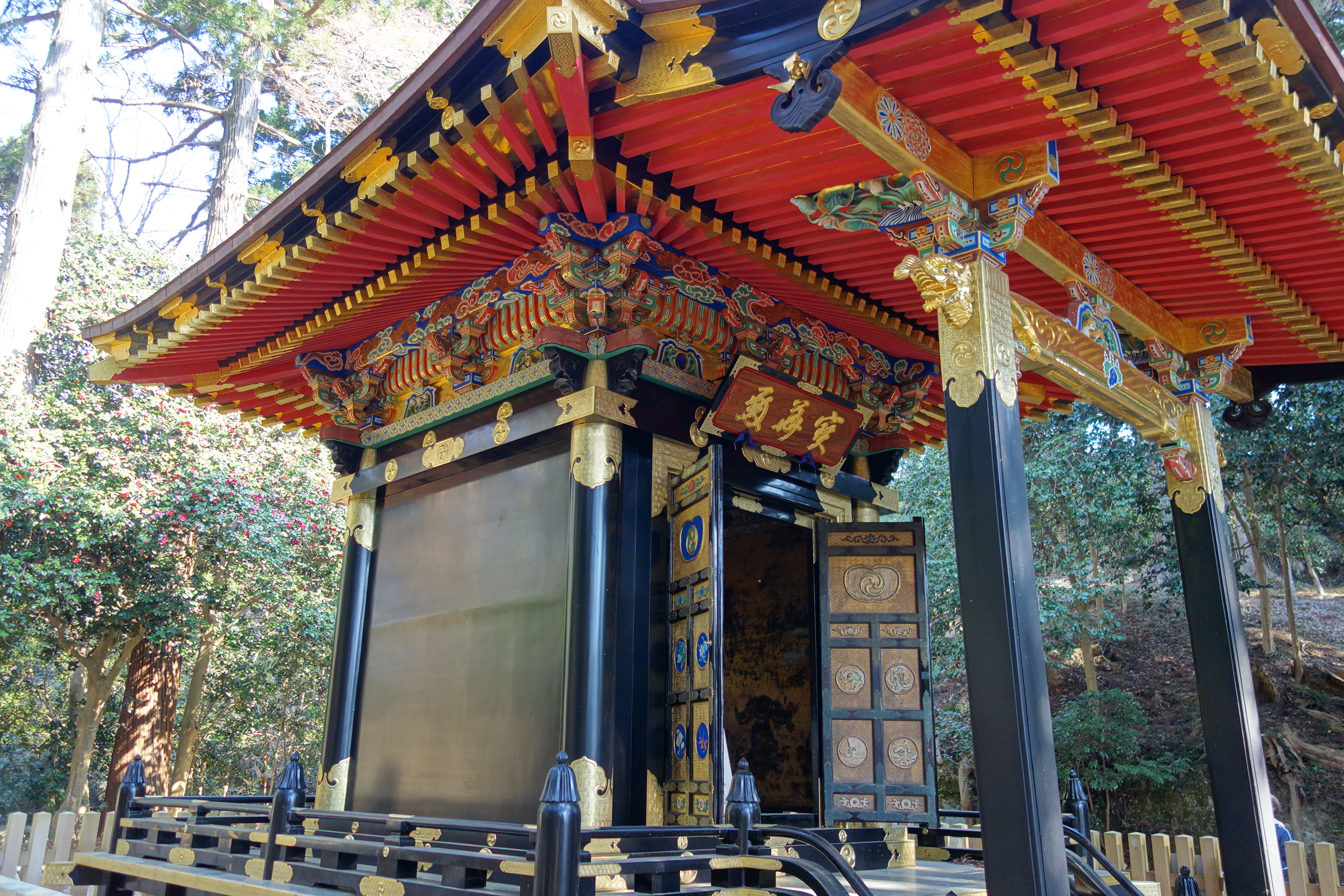

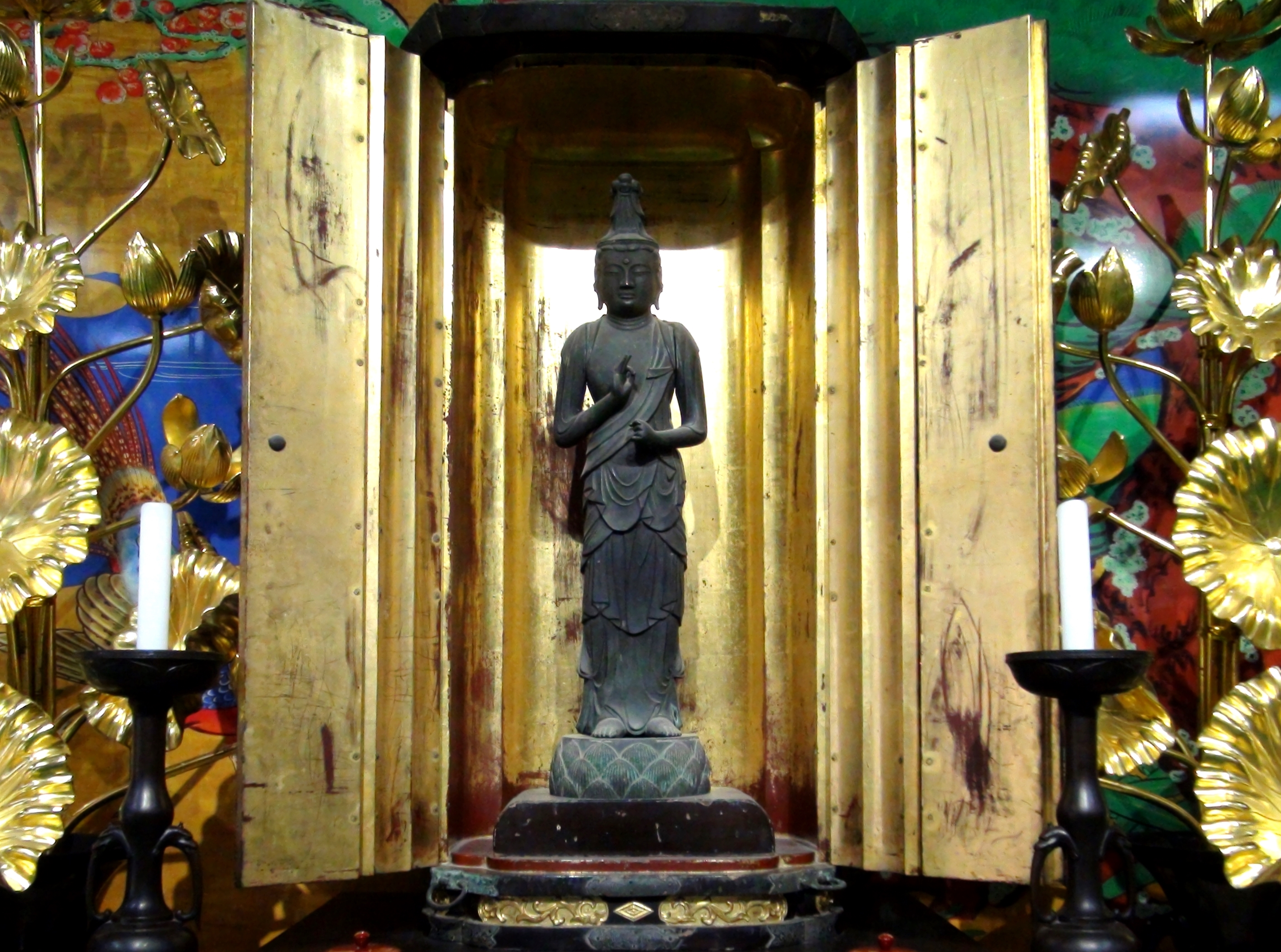
Avalokiteśvara.

Le temple, communément appelé Zuigan-ji, est fondé en 828 par Jikaku Daishi, mais reconstruit par Date Masamune à partir de 1604, en utilisant du bois en provenance du mont Kumano, dans la préfecture de Wakayama et des artisans qualifiés de Kyoto et de la province de Kii. Le hon-dō (hōjō), principal bâtiment du temple, achevé en 1609, mesure 39 m sur 25,2 m et abrite les principales images bouddhistes. De nombreuses parties du temple sont désignées Trésor national du Japon et patrimoine culturel. Le poète de haïku Matsuo Bashō a écrit un hommage aux murs dorés à l'intérieur du temple.
Zuigan-ji possède un certain nombre de grottes creusées dans la roche. Ces grottes ont servi pour des services commémoratifs et comme columbarium pour accueillir les cendres des défunts. Aménagées à l'époque de Kamakura, ces grottes ont été utilisées jusqu'à l'époque d'Edo.
Les jardins du temple contiennent aussi le musée d'art Zuigan-ji établi le 1er octobre 1995 pour exposer divers objets, dont des calligraphies des anciens moines, des peintures sur fusuma, des tasses de thé et des portraits.